# Cincinat Pavelescu
Cincinat Pavelescu (Milcovul, 1872-Brașov, 1934) fue un poeta y dramaturgo rumano.

## Biografía
Nacido el 20 de octubre de 1872, en Milcov, estudió en el Sfântul Sava y en la Facultad de Derecho de la Universidad de Bucarest. Comenzó a publicar poemas en 1891 a través de la revista Biblioteca Familiei, bajo el seudónimo «De la Milcov» y luego colaboró con el poeta Alexandru Macedonski en Literatorul, donde publicó poemas y poemas, como «Rĕsplata», «Zopira», «Degetele fermecate» y «Eşafodul».
Pavelescu colaboró en numerosas revistas literarias, como Lumea Nouă, Convorbiri literare, y también escribió, junto con Macedonski, Saul, tragedia bíblica en verso y en cinco actos, que se representó en el escenario del Teatro Nacional de Bucarest. Falleció en noviembre de 1934, el día 30, en Brașov. En París, hacia finales de la década de 1910, conoció y contrajo matrimonio con Alice Viardot-García.